# 第36独立空中襲撃旅団 (カザフスタン空中機動軍)
第36独立空中襲撃旅団は、カザフスタン陸軍の旅団級空挺部隊。

## 歴史
1998年、旧ソ連軍第203自動車化狙撃師団に基づき、カザフスタン共和国軍の2個自動車化狙撃旅団が編成され、各々カラガンダとアスタナに配置された。
2003年10月、アスタナの第2独立自動車化狙撃旅団に基づき、第36独立空中襲撃旅団が編成された。

## 編制
1個大隊のみが完全充足。
- 第206独立空中襲撃大隊（軍部隊73805） - アクモリ州ヴャチェスラフカ村
- 砲兵大隊
- 偵察中隊

## 装備
- T-72 x 3
- T-72M x 10
- BRM-1K x 12
- BMP-1 x 3
- BTR-80A x 10
- BRDM-2 x 3
- IMR-2 x 1 - T-72の改良型
- MTU-20 x 1
- 122mmD-30榴弾砲 x 12

## 歴代旅団長
| 職名   | 就任年 | 氏名                 | 階級     |
| ------ | ------ | -------------------- | -------- |
| 旅団長 |        | ダウレト・オスパノフ | 親衛大佐 |